# KHMG
KHMG（88.1 FM，“Harvest Family Radio”）是位于关岛Barrigada的一个基督教广播电台，由基督收获学院开办，在1996年3月26日开播，发射功率8千瓦。